# Dimos Soufli
Dimos Soufli (Soufli) är en kommun i Grekland.   Den ligger i prefekturen Nomós Évrou och regionen Östra Makedonien och Thrakien, i den nordöstra delen av landet, 400 km nordost om huvudstaden Aten. Antalet invånare är 17 961.